# Katy Apache
Katy Apache é uma personagem brasileira de histórias em quadrinhos do gênero faroeste dos anos 70 criada por Cláudio Seto para a Grafipar.

## Histórico da publicação
Katy Apache foi criada por Claudio Seto para a editora Grafipar, de Curitiba. A ideia inicial era publicar o faroeste italiano Swea Otanka, sobre uma índia loira descendente de vikings. Seto se opôs e resolveu criar sua própria série protagonizada por uma mulher no faroeste.
Katy se parece com a personagem interpretada por Raquel Welch, no faroeste Hannie Caulder (1971). Sua principal característica é vestir-se com um poncho, e mais nada. As histórias são desenhadas em estilo mangá. Sua principal inspiração foi o gênero faroeste espaguete.
As primeiras histórias foram criadas por Cláudio Seto, mas logo ele foi substituido por Mozart Couto.
Em 2006, o fanzine AHQB publicou em sua edição de estreia a história A extorsão, escrita por Mozart Couto em 1979.

## História ficcional
Catarina é filha de Jorge de Nassau, geólogo procedente nascido no Recife e Francisca Paraíba, um bela moça baiana.
Ainda criança, Catarina viajou com os pais do Brasil aos Estados Unidos em busca de um meteorito, porém seus pais são mortos pelos apaches, que a adotam. Ela é salva por um caçador de recompensas, que a ensina a atirar, e agora com o nome Katy Apache, ela busca dinheiro para retornar ao Brasil. Em crossovers, Katy encontrou com Maria Erótica (com quem se parece fisicamente), quando esta viajou no tempo e  com Jackal, outro personagem de western de Mozart Couto.